# Svatý Vendelín
Svatý Vendelín pocházel podle legendy ze skotské královské rodiny a v rámci iroskotské misie působil v 6. století v trevírské diecézi.

## Život a činnost
Jeho hrob se nachází v sárském městě Sankt Wendel, které vzniklo na místě jeho pohřbu. Patron pastýřů a poutníků, ochránce dobytka a polí. Ačkoli sv. Vendelín nepatří mezi obvyklých 14 svatých pomocníků v nouzi, někdy je mezi ně počítán.
Je vyobrazován jako poutník, mnich nebo pastýř. Jeho poutní hůl vypadá někdy spíše jako kyj pastýře. Podle legendy byl skotským královským synem a byl vychováván biskupem. Ve věku 20 let se rozhodl podniknout pouť do Říma, kde dostal požehnání od papeže. Pak se vrátil do Trevíru, v jehož okolí se usadil jako poustevník, a aby měl nějakou obživu, sloužil jako pastýř u jednoho šlechtice. Tento šlechtic, když poznal, že jde o muže svatého, vystavěl mu poustevnu. Odtud ho povolali benediktinští mniši z blízkého kláštera Tholey, protože si ho zvolili za opata. V tomto klášteře v roce 617 (nebo 614) také zemřel.
Podle legendy však země nepřijala jeho tělo do hrobu, a tak je mniši naložili na káru a nechali voly, ať je zavezou, kam chtějí. Oni ho přivezli na místo jeho poustevny, na horu, kde se modlíval. Tam byl pohřben a tam vzniklo poutní místo St. Wendel nad Sárou.